# Mount Tantalus
Der Mount Tantalus ist ein 2608 m hoher Berg mit einer Schartenhöhe von 1478 m im Südwesten der kanadischen Provinz British Columbia, im Squamish-Lillooet Regional District.

## Geographie
Der Mount Tantalus liegt 24 km südöstlich des Falk Lake und 134 km südlich des Monmouth Mountain, auf der Westgrenze des Tantalus Provincial Park. Er ist der höchste Berg in der Tantalus Range in den Pacific Ranges und für seine schneebedeckten Flanken berühmt.

## Klima
In Bezug auf die Klimaklassifikation nach Köppen und Geiger herrscht am Mount Tantalus ein Westseiten-Seeklima. Die meisten Wetterfronten stammen vom Pazifik und bewegen sich ostwärts auf die Coast Mountains zu, wo sie durch die Berge zum  Aufsteigen (Windstau) gezwungen werden, was wiederum dazu führt, dass die enthaltene Feuchtigkeit in Form von Regen oder Schnee abgegeben wird. Im Ergebnis führt das zu hohen Niederschlägen in den Coast Mountains, insbesondere zu starken Schneefällen im Winter. Die Temperaturen können unter −20 °C fallen, unter Berücksichtigung von Windchill-Einfluss unter −30 °C.